# 亞納奧爾科山 (瓦喬科爾帕區)
13°05′07″S 74°58′41″W / 13.08528°S 74.97806°W
亞納奧爾科山（Yana Urqu），是秘魯的山峰，位於該國中南部萬卡韋利卡大區，由萬卡韋利卡省的瓦喬科爾帕區負責管轄，屬於安地斯山脈的一部分，海拔高度4,890米。